# Грегорі Менк'ю
Ні́колас Ґре́ґорі Ме́нк'ю (Григо́рій Ма́нків; англ. Nicholas Gregory "Greg" Mankiw; (3 лютого 1958) — американський макроекономіст українського походження, професор економіки Гарвардського університету.

## Біографічні відомості
Грегорі Менк'ю народився у Трентоні, Нью-Джерсі у сім'ї українців.
У 1980 здобув ступінь бакалавра гуманітарних наук у Принстонському університеті «з найвищою відзнакою». Наступний рік він провів у підготовці дисертації доктора філософії (PhD) у Массачусетському інституті технологій (МІТ), а наступний за ним — навчаючись у Гарвардській юридичній школі. У 1982—1983 роках працював у штаті Ради економічних консультантів. Полишивши раду, у 1984 здобув ступінь доктора філософії у МІТ. Після повернення до навчання у Гарвардській юридичній школі, та зрозумівши, що він звичайний студент у юриспруденції, швидко залишив її, щоб протягом наступного року викладати економіку в МІТ. У 1985 став доцентом Гарвардського університету, у 1987 — професором. У травні 2003 повернувся до політики коли президент Джордж Вокер Буш назначив його на посаду голови Ради економічних консультантів. Зійшовши з посади у 2005, повернувся до викладання у Гарварді.

## Академічна кар'єра
Менк'ю автор двох підручників, що широко використовуються у вступних курсах до економіки у вишах світу:
- «Макроекономіка» (1992; російською вийшла у 1994 році)
- «Принципи економіки» (1998)

Обидва підручники витримали декілька видань (6-те та 4-те відповідно вийшли у 2006 році) та перекладені 17 мовами. Загальний наклад — понад мільйон примірників.

## Праці
- (2006) Принципи економіки (4-те видання). South-Western College Pub. ISBN 0-324-22472-9.
- (2006) Макроекономіка (6-те видання). Worth Publishers. ISBN 0-7167-6213-7.